# Luigi Ferrari (magistrato)
Luigi Ferrari (L'Aquila, 10 marzo 1888 – Roma, 1955) è stato un magistrato e poliziotto italiano.
Fu capo della Polizia italiana dal 1944 al 1948.

## Biografia

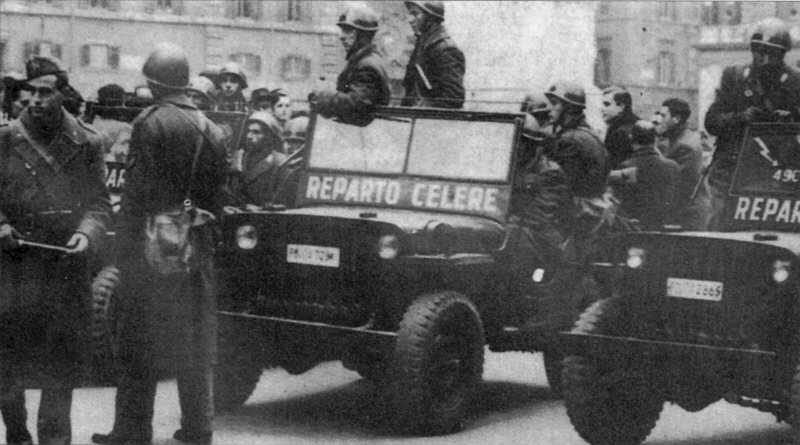
Jeep e poliziotti del reparto Celere

Luigi Ferrari nacque all'Aquila nel 1888 e conseguì la laurea in giurisprudenza, per poi entrare in magistratura il 6 agosto 1912, prestando servizio per alcuni anni come pretore in varie sedi. 

### In magistratura
Nel 1921 fu nominato sostituto procuratore per Bergamo, Brescia e Milano e nel 1934 fu promosso sostituto procuratore generale della Corte d'appello di Milano; due anni dopo fu trasferito a Roma con le stesse mansioni. Nel 1940 vinse il concorso e divenne sostituto procuratore generale alla Corte suprema di cassazione, diventando nel 1942 consigliere di Cassazione e presidente della prima Corte d'assise di Roma. Combatté nella prima guerra mondiale e si iscrisse al Partito Nazionale Fascista, che però lasciò nel 1934 senza aver ricoperto alcun incarico.

### Capo della polizia
Dopo la Liberazione di Roma del 5 giugno 1944 e l'istituzione del governo di unità nazionale presieduto da Ivanoe Bonomi il 18 giugno, il 1º agosto, su indicazione del re e gradimento della Commissione alleata di controllo, Ferrari fu nominato da Bonomi Capo della Polizia.
Il 2 novembre 1944 fu emanato da Umberto II di Savoia il decreto legislativo luogotenenziale n. 365, con il quale era nuovamente istituito il "'Corpo delle guardie di pubblica sicurezza" (PS), con status di corpo militare. Sulla base di tale decreto, Ferrari iniziò la riorganizzazione dei servizi di Polizia, prima nella capitale e poi nel resto d'Italia, portando in pochi anni l'organico da circa diecimila a quasi cinquantamila unità. 
Sulla base di successivi decreti luogotenenziali furono incorporati nella polizia i corpi di Polizia dell'Africa Italiana, Milizia nazionale della strada, polizia di frontiera e ferroviaria. Venne trasferito alla Polizia anche il Servizio Speciale Riservato costituito da esperti interpreti, stenografi e tecnici, precedentemente alle dipendenze della Presidenza del Consiglio. Anche sul fronte dei mezzi Ferrari provvide ad aumentare la dotazione del corpo utilizzando gran parte del materiale lasciato dagli Alleati, quali camion e jeep.
Sul piano puramente organizzativo Ferrari provvide alla riorganizzazione della direzione generale della Polizia e dei quadri direttivi delle questure impiegando personale di carriera proveniente dalla resistenza, dall'esercito o da organismi disciolti della vecchia polizia scegliendo persone che si erano schierati con i movimenti di liberazione. Fra le persone di valore di cui si avvalse Ferrari si possono ricordare: Luigi Pianese (Capo del Personale della PS e futuro prefetto di Genova), Francesco Bilancia (direttore della Polizia Giudiziaria e futuro prefetto di Bologna e Napoli), Giuseppe Migliore (direttore dell'ordine pubblico, poi prefetto di Venezia e di Torino), Italo de Vito (direttore delle forze armate di polizia, poi prefetto di Firenze).
Nel 1946, in vista del referendum istituzionale del 2 giugno, Ferrari, con l'appoggio del ministro degli Interni Giuseppe Romita, costituì la prima compagnia Celere, composta da 100 uomini. Lo scopo di questo gruppo, che sarà sviluppato successivamente inglobando anche i reparti mobili, era quello di disporre di uno strumento estremamente flessibile, con cui lo Stato poteva raggiungere rapidamente ogni punto della penisola in caso di tumulti, manifestazioni di piazza e attività che mettessero a repentaglio l'ordine pubblico.
Luigi Ferrari rimase in carica anche dopo la nascita della Repubblica Italiana (10 giugno 1946) diventando quindi il primo Capo della Polizia dell'era repubblicana, e anello di congiunzione e transizione con la precedente organizzazione.
Durante la sua dirigenza, il 14 luglio 1948 ci fu l'attentato al segretario del Partito Comunista, Palmiro Togliatti. Nelle ore e nei giorni successivi all'attentato vi furono manifestazioni e scontri in varie città. Gli scontri più accesi furono a Genova, città natale di Togliatti. Il 15 luglio gli scontri sfociarono in una rivolta per sedare la quale la polizia fece uso di armi da fuoco provocando tre morti e alcune decine di feriti. Scontri con morti e feriti sia da parte dei manifestanti che della Polizia ci furono anche a Roma, Napoli, Taranto, Livorno, Bologna, Porto Marghera e Gravina di Puglia, provocando complessivamente 14 morti e oltre 200 feriti. Per la gestione generale di questi eventi, ed in particolare dei ritardi con cui la Polizia intervenne a Genova per ripristinare l'ordine pubblico, richiedendo anche l'intervento di un reggimento di Alpini, Ferrari fu criticato dall'opinione pubblica e dai politici, forse anche alla ricerca di un capro espiatorio. 
Per queste ragioni ed anche per subentrati problemi di salute, fu sollevato dall'incarico cessando il proprio mandato il 12 settembre 1948.

### Capo degli istituti di pena
Lasciato l'incarico di capo della polizia Ferrari rientrò al ministero di Grazia e Giustizia, dove per cinque anni fu a capo della Direzione generale degli istituti di prevenzione e pena. Morì a Roma nel 1955.
A Ferrari è intitolato l'istituto penale per i minorenni dell'Aquila.